# Bureau de normalisation sectoriel
 (août 2012).
Si vous disposez d'ouvrages ou d'articles de référence ou si vous connaissez des sites web de qualité traitant du thème abordé ici, merci de compléter l'article en donnant les références utiles à sa vérifiabilité et en les liant à la section « Notes et références ».
Un Bureau de normalisation sectoriel est un organisme chargé de l'élaboration des normes dans un secteur particulier[réf. nécessaire][Où ?][Quand ?][Comment ?].

## Bureaux de normalisation sectoriels
- Bureau de normalisation de l'automobile - BNA
- Bureau de normalisation des activités aquatiques et hyperbares - BNAAH
- Bureau de normalisation de l'acier - BN Acier
- Bureau de normalisation de l'aéronautique et de l'espace - BNAE
- Bureau de normalisation du bois et de l'ameublement - BNBA
- Bureau de normalisation de la céramique - BNC
- Bureau de normalisation de la construction métallique - BNCM
- Bureau de normalisation d'équipements nucléaires - BNEN
- Bureau de normalisation ferroviaire - BNF
- Bureau de normalisation fertilisation - BN Ferti
- Bureau de normalisation de l'horlogerie, bijouterie, joaillerie, orfèvrerie - BNHBJO
- Bureau de normalisation de l'industrie du béton - BNIB
- Bureau de normalisation des industries de la fonderie - BNIF
- Bureau de normalisation de l'industrie textile et de l'habillement - BNITH
- Bureau de normalisation des liants hydraulique - BNLH
- Bureau de normalisation du pétrole - BN Pétrole
- Bureau de normalisation des plastiques et de la plasturgie - BNPP
- Bureau de normalisation des techniques et des équipements de la construction du bâtiment  - BNTEC
- Bureau de normalisation des transports, des routes et de leurs aménagements - BNTRA
- Comité français d'organisation et de normalisation bancaires - CFONB
- Union de normalisation de la mécanique - UNM
- Union technique de l'électricité - UTE (a cessé son activité de bureau de normalisation le 31 décembre 2013)